# شهنامه چنگیزی
شَهْنامه چنگیزی یا تاریخ منظوم مغول، یک مثنوی به زبان فارسی است که به پیشینه قوم مغول و خاندان چنگیز خان تا آغاز پادشاهی اولجایتو می‌پردازد. شمس‌الدین کاشانی، از شعرای اواخر سده هفتم و اوایل سده هشتم ه‍.ق، آن را به‌فرمان غازان خان در ۹۷۳۶ بیت در بحر متقارب مثمن محذوف به‌تقلید از شاهنامه فردوسی سرود.
کاشانی برای سرودن این اثر، کتاب جامع‌التواریخ را منبع اصلی خود قرار داد و در کنار آن از اطلاعات تاریخ جهانگشای جوینی و روایات شفاهی نیز در بعضی قسمت‌ها بهره برد. سفارش این کتاب بخشی از کوشش‌های تبلیغی ایلخانان برای ایجاد مشروعیت بین ایرانیان از طریق استفاده از شاهنامه و جهان‌بینی ایرانی بود. شاعر در این اثر مجموعاً ۸۲ بار به نام‌های «ایران» و «ایران‌زمین» اشاره کرده و بر ایرانی‌بودن پادشاهان ایلخانی و نقششان در پاسداری از مرزهای ایران‌زمین تأکید داشته است. بااین‌حال شهنامه چنگیزی نتوانست از شهرت و مقبولیت ویژه‌ای میان مردم بهرمند شود و درمجموع در گمنامی باقی ماند. سایر منظومه‌های تاریخی نیز که در دوره مغول به‌تقلید از شاهنامه سروده شدند، سرنوشت مشابهی پیدا کردند.

## نام اثر
شهنامه چنگیزی نامی مستعار است که امروزه برای این کتاب به‌کار می‌رود. حمدالله مستوفی از نویسندگان معاصر شمس‌الدین کاشانی، منظومه او را «تاریخ غازانی» خوانده است. ریشه اصطلاح شهنامه چنگیزی به سرلوحه آغازین نسخه ترکیه‌ای این کتاب که در سال ۹۵۷ ه‍.ق تهیه‌شده بازمی‌گردد. دو واژه در این سرلوحه ذکرشده که اولی ناخوانا و دومی «شهنامه» است. در بدرقه همین نسخه نیز با خطی غیر از خط کاتب اصطلاح «شهنامه چنگیزی» ذکر شده است. این کتاب امروزه با نام‌های مستعار «تاریخ منظوم شمس‌الدین کاشانی» و «تاریخ منظوم مغول» نیز شناخته می‌شود.

## ارزش ادبی و تاریخی
ادگار بلوشه، خاورشناس فرانسوی، این منظومه را «خالی از هرگونه ارزش شاعرانه و اعتبار ادبی» توصیف کرده و آن را صرفاً «خلاصه بسیار مبتذلی از تاریخ رشیدی» دانسته است. وی اطلاعاتی را که این کتاب دربارهٔ اقوام ترک داده نیز در مقام مقایسه با تاریخ گزیده و روضه‌الصفا با عنوان «به‌مراتب پست‌تر» توصیف کرده است.
منوچهر مرتضوی ارزیابی نسبتاً مثبتی دربارهٔ شیوه پرداختن شهنامه چنگیزی به برخی مطالب تاریخی و به‌ویژه برخی جزئیات مربوط به حوادث حمله مغول به ایران داشته است.

## نسخه‌های کتاب
از شهنامه چنگیزی تا کنون چهار نسخه شناخته شده است:
- نسخه شماره ۱۴۴۳ کتابخانه ملی پاریس که کامل‌ترین و کهن‌ترین نسخه موجود است و به‌تاریخ ۱۵ محرم ۸۲۶ ه‍.ق توسط احمد بن شیخ محمود ابیوردی استنساخ شده است.
- نسخه شماره ۱۷۷۶ موزه هنرهای ترکی و اسلامی که در سال ۹۵۷ ه‍.ق توسط شخصی به نام محمدعلی کتابت شده است.
- نسخه شماره ۱۷۵ مدرسه سپهسالار که متعلق به اواخر سده ۹ یا اوایل سده ۱۰ ه‍.ق است.
- نسخه شماره ۵۸۵ مجلس سنای ایران که در تاریخ ۴ جمادی‌الاول سال ۱۲۹۷ ه‍.ق کتابت‌شده و رونوشتی ناقص از نسخه سپهسالار به‌شمار می‌رود.